# Gewölbter Boden

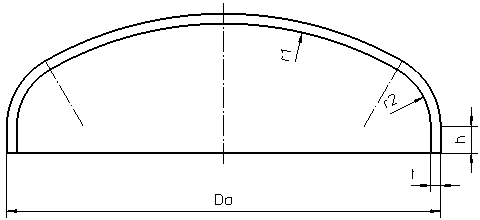
Gewölbter Boden

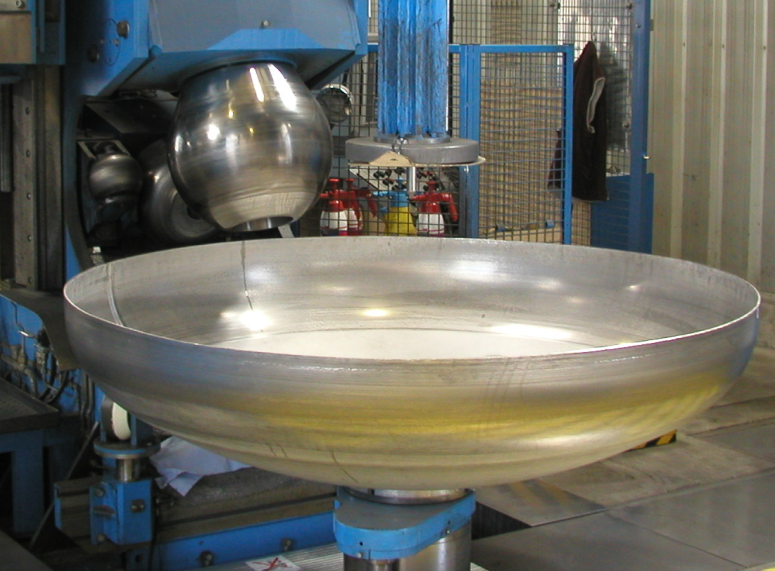
Herstellung eines gewölbten Bodens

Als gewölbten Boden lassen sich die verschiedenen Böden zusammenfassen, die als Abschlusselement von meist zylindrischen (rohrförmigen) Druckbehältern oder anderen prozesstechnischen Behältern verwendet werden. Durch die abgeflachte "Halbkugelform" nehmen sie weniger Raum ein als die für Druckbeaufschlagung ideale Halbkugelform bei einer nur geringfügig dickeren Wandstärke. Ein Boden setzt sich zusammen aus der mittleren kugelförmigen Kalotte (r1), den außen liegenden Krempen (r2) sowie dem sich daran anschließenden kurzen zylindrischen Teil, der als Bord (h) bezeichnet wird. Genormt sind die Bezeichnungen Klöpperboden und Korbbogenboden mit den damit verbundenen Radienverhältnissen (s. u.).
Berechnungsgrundlagen für die Wanddickenberechnung von gewölbten Böden bei Innendruckbeanspruchung sind in Europa in den einschlägigen Regelwerken für die Herstellung von Druckbehältern nach der Druckgeräterichtlinie 2014/68/EU (AD 2000-Merkblatt B3 sowie in der harmonisierten Norm EN 13445-3) vorhanden. Für andere Länder und Regionen gelten andere Regelwerke wie ASME U (in den USA) oder die ML-Lizenz (in China). Die größten Beanspruchungen (Spannungen) aufgrund des Innendruckes liegen im Bereich der Krempe. Aus diesem Grund sind in diesem Bereich Kerben und andere Verformungen zu vermeiden.
Die Verbindung des gewölbten Bodens mit dem zylindrischen Teil des Behälters (Schuss) wird meist durch eine umlaufende Stumpf-Schweißnaht hergestellt.

## Klöpperboden
Beim Klöpperboden nach DIN 28011 ist r1 = Da und r2 = 0,1 * Da,
beim Klöpperboden nach ASME F&D  ist r1 = Da und r2 = 0,06 * Da (F&D steht als Abkürzung für flanged and dished. Im Englischen wird diese Form auch gerne als torispherical head bezeichnet)
Die Form wurde von Georg Kloppsch (1874–1951) erdacht. Durch diese dem Ei nachempfundene Form sind die Behälter, im Verhältnis zur idealen Form der Halbkugel, relativ druckfest. 
Der Klöpperboden ist etwas flacher als der auch gebräuchliche Korbbogenboden.
Klöpperboden aus Edelstahl : AD2000 
W2-HP7/3+8/1
Klöpperboden aus C-Stahl : AD2000
W1 HP7/2+8/1

## Korbbogenboden
Beim Korbbogenboden nach DIN 28013 ist r1= 0,8 * Da  und  r2 = 0,154 * Da.
Der Korbbogenboden (Englisch (deep dished) torispherical head oder auch nach DIN 28013 ellipsoidal head oder basket arch) ist etwas stärker gewölbt als der im deutschen Raum am meisten gebräuchliche Klöpperboden. Der Korbbogenboden kommt der im amerikanischen Raum gebräuchlichen Form des 2:1 elliptisch geformten gewölbten Bodens sehr nahe.

## Herstellung
Die Fertigung eines solchen Bodens ist einfacher als die einer Halbkugel. Die Herstellung kann sowohl im Kaltpressverfahren als auch im Warmpressverfahren erfolgen; in der Regel jedoch durch Drücken des Bodens auf den ersten Radius (r1) und anschließendem Bördeln des Randes und damit auch des zweiten Radius (r2). Klöpperböden werden auch aus einzelnen Segmenten zusammengeschweißt. 